# Los Zhunaulas
Los Zhunaulas es un dueto musical de Saraguro, Loja- Ecuador, integrado por los esposos Ángel Virgilio Zhunaula Vacacela (12 de junio de 1969) y Yolanda Luzmila Chalán Guamán (8 de septiembre de 1973)'. Sus inicios se remontan al año 1999, con el lanzamiento de su primer CD oficial  "Esto es Ecuador – Los Zhunaulas”. En poco, tiempo los medios radiales y televisivos, los reconocen como “El primer dúo mixto del Ecuador”.  

## Biografía

### Yolanda Chalán
Desde temprana edad tuvo afición por la música, hecho que lo llevó a participar en varios concursos para aficionados, obteniendo siempre los primeros lugares.  Sus estudios primarios y secundarios los realizó en su natal Saraguro. A sus 17 años participó en un evento artístico-cultural de su localidad donde conoció a Ángel Zhunaula, de quien se enamoró y, dos años más tarde, se convirtió en la pareja de su vida.   
A la edad de los 19 años, en la ciudad de Quito, formó parte del elenco de aficionados del programa  Cante usted si puede de Radiodifusora Tarqui y, de otro evento similar en Radio Cristal de Quito, “Domingos con la Familia Cristalina”.   

### Ángel Zhunaula “El Saraguro de Oro”
Sus estudios primarios los realizó en su natal Saraguro. A sus doce años se trasladó a la ciudad de  Azogues, Cañar, donde empezó sus estudios secundarios en el Colegio Particular Franciscano.  Ahí se destacó como el mejor estudiante y mejor egresado de su promoción. Durante esta etapa de su vida, comenzó a cultivar su afición por el canto a través de su participación en una serie de concursos para aficionados donde obtuvo siempre el primer lugar.
En representación de su colegio, en el año 1987 participó en un festival artístico, al pie del Complejo Arqueológico Ingapirca, donde se disputó el trofeo “Ingapirca de Oro”.  Fue el gran triunfador.
En febrero de 1989, en el concurso Cante usted si puede de Radiodifusora Tarqui, se ubicó en los primeros lugares. Ese mismo año, en la ciudad de Guayaquil, participó en los certámenes televisivos de Telecentro Canal 10', Puerta a la Fama  y el Festival del Pasillo de Chispasos. Los triunfos obtenidos en televisión abrieron grandes oportunidades para su carrera artística.  A inicios de 1990, la firma  ONIX de JD Feraud Guzmán plasmó, en un sencillo de 45 rpm, la voz de Ángel Zhunaula , dos pasillos: Inspiración de amor, de su autoría y Amores de un día  del compositor Efrén Avilés Pino. Para finales del mismo año y por el éxito alcanzado con la primera grabación, la misma empresa disquera decidió lanzar un segundo sencillo con los temas  Buscando felicidad y Usted no sabe señora, ambos en tiempo de bolero romántico. A mediados de 1992, ONIX pone en el mercado un disco LP (por sus siglas en inglés) donde Zhunaula interpretó temas de connotados compositores ecuatorianos como Enrique Ibáñez Mora y Vicente Reyes Palma.  Su popularidad creció y sus actuaciones en vivo se extendieron por todo el Ecuador.  
En sus entrevistas daba a conocer que su objetivo principal era cantar, como Saraguro, sin negar sus raíces.  Varios medios de comunicación registraron, en sus notas periodísticas, que la voz de Ángel Zhunaula tenía una  tesitura muy similar a la de Julio Jaramillo.

## Origen del Dúo
En 1996, Ángel y Yolanda, participaron en varios cursos de técnica vocal bajo tutoría de docentes del Conservatorio Nacional de Música. Ahí perfeccionaron su canto, la ejecución de instrumentos como la guitarra y el sintetizador.  Entonces, surgió la idea de unir sus voces. Bajo estricta disciplina, comenzaron a ensayar diferentes ritmos musicales del Ecuador.  Consiguieron acoplamiento, empaste y versatilidad.    
En abril de 1999 fue su punto de partida.  Ángel y Yolanda grabaron su primer Disco Compacto, a modalidad de dúo, con el nombre artístico Los Zhunaulas.

## Primeros años
Con ritmos alegres del Ecuador, su primer CD tuvo gran acogida. Allí se plasmaron temas como Alitas Quebradas, Cansados pies, Caramba ya, entre otros.  En poco tiempo, despuntó su popularidad y fueron solicitados en diferentes escenarios del Ecuador.  En el año 2000 tuvieron su primera gira hacia los Estados Unidos.
En el 2002, Los Zhunaulas graban el Volumen 2 con temas como Corazón no llores, Amor loco amor y Canto a la vida. Fue, sin embargo, con el volumen tres que los Zhunaulas se catapultaron hacia el estrellato con el éxito Muriendo de Amor, del compositor lojano Lorenzo Rodríguez. Su popularidad creció dentro y fuera del Ecuador.   

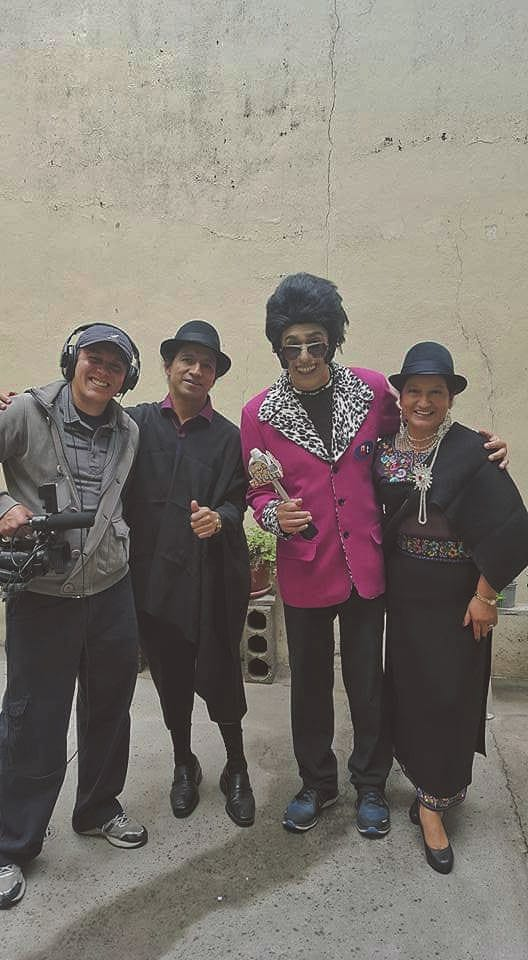
Los Zhunaulas junto a No-Noticias, 2016

## Giras nacionales e internacionales
Los Zhunaulas son considerados grandes referentes de la canción ecuatoriana en los últimos tiempos.  Han recorrido gran parte del país. En lo internacional, gira fue en el año 2000 hacia los Estados Unidos.  De ahí en adelante, han visitado de manera reiterativa y a varios Estados como Minneapolis, Chicago, New York, New Jersey, Filadelfia.  Igualmente son admirados en Colombia, sobre todo en las diferentes ciudades del Departamento de Nariño. 

## Premios y reconocimientos
Los Zhunaulas han recibido varios premios y reconocimientos a lo largo de toda su carrera artística, siendo los más destacados:
- Reconocimiento al mérito artístico de la cadena radial Panamericana 92,9 FM
- De parte del Municipio de Saraguro por representar a la comunidad indígena
- Bolívar da reconocimiento por la canción “Bolívar orgullo de Ecuador”
- Un reconocimiento de la Prefectura de Loja
- Un reconocimiento de Municipio de Newark
- Un reconocimiento y premio de la Dirección Provincial de Educación Intercultural Bilingüe

## Discografía

### Volumen 1
- Alitas Quebradas
- Mi Pañuelo
- Pajarito Comelón
- Neblina Blanca
- El santo del Patrón
- Caramba ¡Ya!
- Vidita de mi Alma
- Saraguro tierra linda
- La Despedida (Cabando Hondo)
- Sanjuanito de mi tierra
- Chicha de Jora
- Pajarillo mensajero
- La Chamiza
- Cansados Pies
- Triste pena
- Gemidos del corazón

### Volumen 2

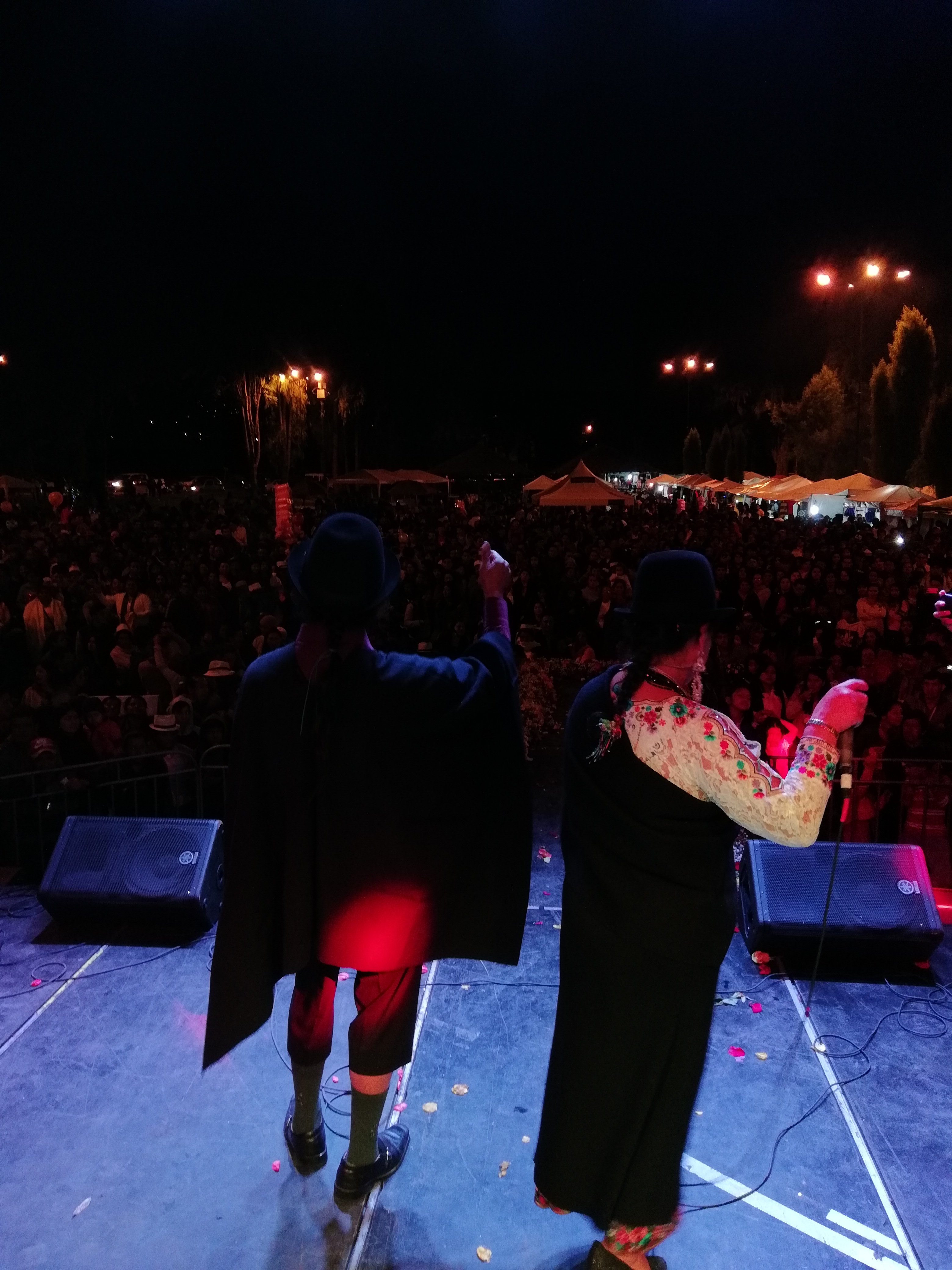
Los Zhunaulas en vivo

- El Gavilán
- Vuelve a mi Ecuador
- Ingrato desengaño
- Corazón no llores
- Canto a la vida
- Me juraste amor
- ¡Ay! Amor
- Vida de soltero
- Loco por tu amor
- Amorcito de mi vida
- Yurarumi
- Guambra ingrata
- Amor, loco amor
- Me has robado el corazón

### Volumen 3
- Muriendo de amor (Corazón de piedra)
- Kanta riksishpaka
- Forasterito
- Suplicando tu querer
- Despedida
- Amor traicionero
- El resbalón
- Runa shunku
- A donde tú te vayas
- Saraguro de mi amor
- Bonita guambra
- Por el valle voy
- Tonto proceder
- Boquita de miel

### Volumen 4
- Amor perdóname
- Fin de fiesta
- Mal proceder
- Negrita ingrata
- Necio corazón
- Quiéreme sin condición
- Saraguro…volveré
- Porque sufrir
- Penas del querer
- Regresa mi amor
- La caprichosa
- Cholita me haces sufrir
- Camino triste
- No seas ingrata

### Volumen 5
- Noche de luna
- Te amare en silencio
- Vuelve junto a mi
- Mi amorcito se fue
- El borrachito
- Vuelve pronto
- Mi primer amor
- Muy cerca de ti
- Flor de alhelí
- Cansados pies (regrabado)
- Alitas quebradas (regrabado)
- Pillarlo viejo
- Te vas, te vas
- Donde estarás

### Volumen 6
- Noches de desvelo
- Por tu desprecio
- Falso amor
- Lamentos tristes
- Mi cariño sincero
- Adiós mi vida
- Linda guambra
- Se acabó el amor
- El peregrino
- Panteón generoso
- Quiéreme a mi
- No vale de nada tu amor (Falso amor)
- Nuestro amor murió
- Muchita fría

### Volumen 7
- Desdichas
- Te quise con el alma
- A la memoria de mi padre
- A tu lado volveré
- Tomando una copa
- Paloma blanca
- A mi churonita
- Cuitas de amor
- Las leyes del amor
- Llorando estoy
- Guambrita de mis sueños
- Paloma errante
- Pan de pinllo
- Triste vida

### Volumen 8
- Porque me mientes
- Ingratitud
- Ya no sufras corazón
- Lejos me voy
- Desengaño
- Soledad
- Seguiré tus huellas
- Penas
- Collar de lágrimas
- Borrachito
- Traguito ecuatoriano
- Orgullo santafereño
- Gocemos el carnaval

### Volumen 9
- Corazón
- Primor de chola
- Vasija de barro
- Tu abandono
- Ay no se puede
- Hijo de las malvas
- Bolívar, orgullo de Ecuador
- Linda mujer
- Corazón, corazón
- El tonadero
- Por algo me han de recordar
- Respeta mi dolor

### Volumen 10
- Maldito licor
- El abandonado
- Manungo
- El tropezón
- Añorando mi tierra
- Cómprenme que estoy vendiendo
- Árbol frondoso
- Me dejas sin corazón
- El botadito
- Árbol marchito
- Huérfano soy
- Amor donde estas